# Aeroporto di Port Moresby
L'Aeroporto di Port Moresby (IATA: POM, ICAO: AYPY), conosciuto anche come Aeroporto Internazionale Jacksons, è l'aeroporto che serve Port Moresby, capitale della Papua Nuova Guinea. Si trova a 8 km dal centro cittadino ed è l'aeroporto più grande del Paese. È hub per Air Niugini e Airlines PNG.

## Terminal
L'aeroporto dispone di due terminal: il terminal domestico usato da Air Niugini e Airlines PNG e il terminal internazionale che serve tutti i vettori compresi i voli internazionale di Air Niugini e Airlines PNG. I due terminal sono collegati da una passerella coperta.

## Incidenti
- L'11 agosto 2009 il volo Airlines PNG 4684 si schiantò contro una montagna adiacente all'aeroporto. Tutti gli 11 passeggeri e i 2 membri dell'equipaggio morirono.